# 페르세우스 프로젝트

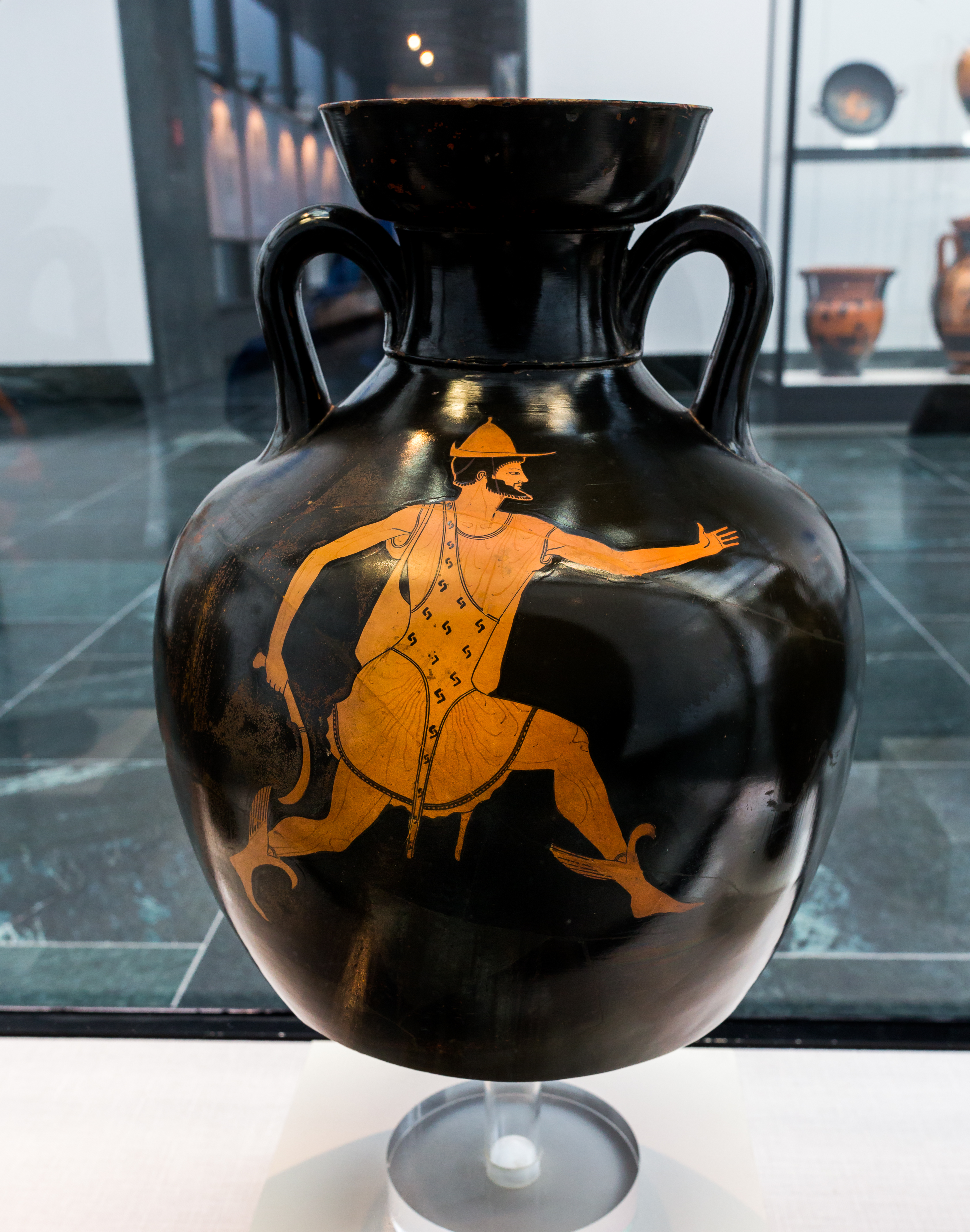

페르세우스 프로젝트(Perseus Project, 또는 페르세우스 디지털 도서관)은 미국 매사추세츠주 보스턴 인근의 터프츠 대학교의 고전 문헌학 리소스를 제공하는 디지털 도서관이다. 이 디지털 도서관은 인문학에 관련된 자료를 수집한다. 플라톤과 아리스토텔레스의 저작 등의 고대 그리스 시대의 문헌을 중심으로 다양한 고전 문학을 원문과 일부는 그에 대한 영어 번역과 함께 무료로 공개하고 있다. 이 디지털 도서관은 독일 베를린에 있는 막스 플랑크 협회에 의해 독일에서도 미러링되고 있고, 시카고 대학교에서 동일한 서비스를 제공한다.

## 개요
페르세우스 프로젝트는 고대 그리스의 문헌을 수집하는 프로젝트로 1987년에 시작되었다. 프로젝트는 수집된 데이터를 두 장의 CD-ROM으로 발행하기도 했다. 그리고 1995년부터 페르세우스 전자 도서관으로 수집한 데이터를 인터넷에 공개하기 시작했다.

## 문학
- Ancient Greece from Prehistoric to Hellenistic Times by Thomas R. Martin, 예일대학교 출판부, 1996. ISBN 0-300-06956-1. 페르세우스 프로젝트 온라인 리소스에 동반하는 마틴 교수가 쓴 글

## 같이 보기
- 디지털 인문학
- 터프츠 대학교